# Paul Martens
Paul Martens (* 26. Oktober 1983 in Rostock) ist ein ehemaliger deutscher Radrennfahrer.

## Sportliche Karriere
Paul Martens wurde 2001 deutscher Junioren-Meister in der Mannschaftsverfolgung auf der Bahn. 
Im Erwachsenenbereich wurde Martens 2005 deutscher U23-Meister im Einzelzeitfahren und entschied die Gesamtwertung der Rad-Bundesliga für sich. Daraufhin fuhr er ab August beim T-Mobile Team als Stagiaire, bekam dort aber keinen Vertrag für die kommende Saison. Er kam jedoch bei dem niederländischen Professional Continental Team Skil-Shimano unter.
Seinen ersten internationalen Eliteerfolg feierte er 2006 bei der Luxemburg-Rundfahrt mit einem Etappensieg. Im gleichen Jahr gewann er auch die erste Austragung des Sparkassen Münsterland GIRO.
2008 wechselte Martens zum niederländischen UCI ProTeam Rabobank und blieb bei diesem Team bis zu seinem Karriereende. Für diese Mannschaft startete er bei insgesamt 12 Grand Tours und war vorrangig als Helfer eingesetzt. Zu seinen größten persönlichen Erfolgen zählen neben mehreren Etappensiegen bei kleineren Rundfahrten und Siegen bei Eintagesrennen der Gesamtsieg bei der Luxemburg-Rundfahrt 2013.
Mit dem Giro d’Italia 2021, den er als 99. beendete, beendete Martens seine Karriere als Radrennfahrer. Im Jahr 2022 wurde er Trainer beim niederländischen UCI Continental Team Metec-Solarwatt p/b Mantel.

## Privates
Paul Martens besuchte die Sportschule in Frankfurt (Oder). Von 2004 bis 2006 lebte und trainierte er in Freiburg im Breisgau. Seit 2007 wohnt Martens in Lanaken (Belgien).

## Erfolge
2001
- Deutscher Meister – Mannschaftsverfolgung (Junioren)

2005
- Deutscher Meister – Einzelzeitfahren (U23)
- Harzrundfahrt
- Gesamtwertung Rad-Bundesliga

2006
- eine Etappe Luxemburg-Rundfahrt
- Sparkassen Münsterland GIRO

2007
- eine Etappe Ster Elektrotoer

2010
- GP de Wallonie

2012
- eine Etappe Burgos-Rundfahrt

2013
- eine Etappe Volta ao Algarve
- Gesamtwertung Luxemburg-Rundfahrt

2014
- eine Etappe Belgien-Rundfahrt

2019
- Mannschaftszeitfahren UAE Tour

## Grand-Tour-Platzierungen
| Grand Tour            | 2008 | 2009 | 2010 | 2011 | 2012 | 2013 | 2014 | 2015 | 2016 | 2017 | 2018 | 2019 | 2020 | 2021 |
| --------------------- | ---- | ---- | ---- | ---- | ---- | ---- | ---- | ---- | ---- | ---- | ---- | ---- | ---- | ---- |
| Giro d’ItaliaGiro     | 78   | –    | –    | –    | –    | 63   | –    | –    | –    | –    | –    | 75   | –    | 99   |
| Tour de FranceTour    | –    | –    | –    | –    | –    | –    | –    | 80   | 98   | 82   | 81   | –    | –    | –    |
| Vuelta a EspañaVuelta | –    | DNF  | –    | 119  | –    | –    | 58   | –    | –    | –    | –    | –    | 109  | –    |